# Ousman Nyan
Ousman Nyan (Banjul, 5 agosto 1975) è un ex calciatore norvegese, di ruolo centrocampista.

## Carriera

### Club
Nyan iniziò la carriera nel Drafn, per passare in seguito al Mjøndalen. Vestì poi la maglia dello Strømsgodset, per cui debuttò nella Tippeligaen il 24 aprile 1994, nella vittoria per 1-0 sul Viking.
In seguito, giocò per lo Start e per i francesi dell'Ajaccio. Tornò poi in Norvegia, nel Sogndal e nello Strømsgodset, con cui chiuse la carriera nel 2009.

### Nazionale
Nyan giocò 7 partite per la Norvegia under 21.